# مشغل قرص مضغوط

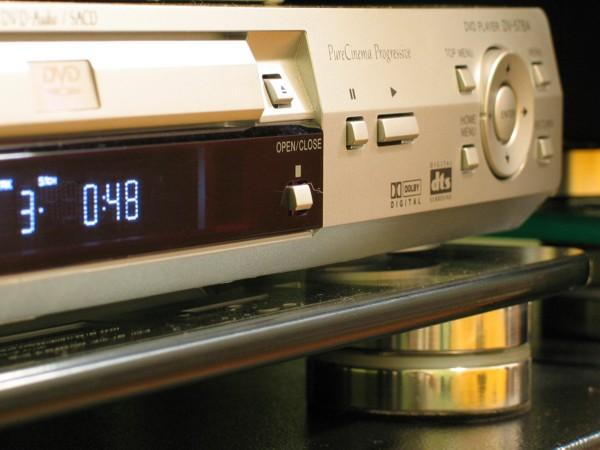
قرص مضغوط، دي في دي and SACD player

مشغل القرص المضغوط (بالإنجليزية:Compact Disc player) هو جهاز إلكتروني يقرأ محتويات مسجلة على قرص مضغوط . وهو يوجد أحيانا في السيارات لسماع الموسيقى أو في أجهزة ستيريو منزلية وكذلك في الحواسيب الشخصية . كما يوجد من تلك الأجهزة أنواع محمولة خفيفة تعمل بالبطارية. وتستطيع الأجهزة الحديثة أيضا قراءة القرص الرقمي متعدد الاستخدامات وسي دي-روم أو إم بي-3 ؟

## طريقة عمله
تخزن المعلومات على القرص المضغوط في خط حلزوني من الداخل إلى الخارج في هيئة بتات (نقاط غائرة) وبروزات على قرض معدني تحت الطبقة الرقيقة السطحية الشفافة للقرص . ويُعبر كل انتقال من بت /بروز أو بروز/بت العدد الرقمي 1 ولا توجد انتقالات تعبر عن الصفر 0. ويقوم ديود الليزر يقرأ بالاشعة تحت الحمراء (طول الموجة 780 نانومتر) بقراءة الخط الحلزوني المسجل عليه المعلومات من الناحية العكسية للقرص . وتُستقبل الأشعة المنعكسة بواسطة عدة ديود ضوئي تحولها إلى إشارات كهربائية . ويكوّن شعاع الليزر والخلايا الضوئية وحدة في الجهاز تسمى وحدة الالتقاط الضوئي Optical Pickup Unit .

## مكوناته

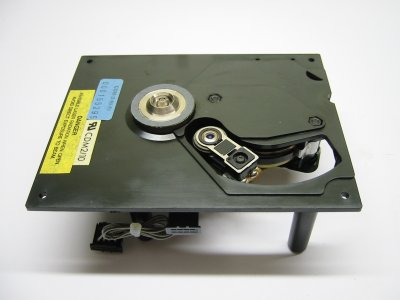
نظام التشغيل في جهاز السي دي ، ويبدو محور التدوير (في الوسط) وذراع الالتقاط ونظام العدسات.

يتكون قارئي السي دي من ثلاثة أجزاء أساسية: محرك ، نظام عدسات وذراع التقاط . يقوم المحرك بتدوير القرص المضغوط بسرعة بين 200 إلى 500 دورة في الدقيقة . ويقوم ذراع الالتقاط بتحريك نظام العدسات على الأثر الحلزوني المسجلة عليه المعلومات بطريقة بروز ونقط محفورة، وتقوم العدسات بقراءة المعلومات بواسطة شعاع الليزر الذي يصدرة ديود الليزر.
ويقوم الليزر بقراءة المعلومات بتركيز الشعاع على القرص، حيث يعكس القرص الشعاع إلى نظام ديود ضوئي يتحسس الضوء . ويتحسس نظام الديود الضوئي تغيرات الأثر الحلزوني، وتترجمها إلى إشارات كهربائية . وتحول الإشارات الكهربائية إلى موجات صوتية في مكبر الصوت فنسمعها . ويتم ذلك التحويل من إشارات رقمية إلى إشارات تماثلية عن طريق محول رقمي-تماثلي digital-to-analog converter.
ويحتوي القرص المطغوط أيضا على شيفرة معلوماتية تعطي عدد الأثار الصوتية وزمن كل أثر، وأقصي زمن للقرص للتسجيل.

## اقرأ أيضًا
- كاسيت
- قرص مضغوط
- إشارة رقمية
- إشارة تماثلية